# 英國國家高級文憑
國家高級文憑（英語：Higher National Diploma，縮寫為HND，是英國的一種高等教育認證。同樣名稱的認證在阿根廷、 芬蘭、 印度、馬爾他、 奈及利亞、 加納及其他與英國關係密切的國家也有提供。此一認證可用來申請進入大學的中年級，被認為等同於三年制大學裡的二年級，或是四年制大學裡的三年級；而在某些情況下，則等同於大學學位。
不少學生完成修讀此文憑課程後，直接跳入大學學士學位之第三學年修讀商業相關學位，或直接跳入大學學士學位之第二學年修讀工程或科學相關學位。此學位學歷銜接亦被稱為 "Top-up"。此方法亦適用於全球大學。於英國，若修讀商科相關學位三年後，亦等同獲得英國國家高級文憑及大學學士學位資歷。至於愛爾蘭及蘇格蘭學士學位則為四年制學位，故修畢英國國家高級文憑後，再修讀一至兩年就可獲認同學士資歷。

## 香港
此文憑亦常見於香港私人教育機構為學生提供額外升學出路，亦為香港教育局註冊課程。

## 外部連結
- Directgov: Higher National Certificates and Higher National Diplomas
- Engineering Council HNC/HND accreditation  （页面存档备份，存于）